# Forêt Lyman-α
 (février 2025).
Si vous disposez d'ouvrages ou d'articles de référence ou si vous connaissez des sites web de qualité traitant du thème abordé ici, merci de compléter l'article en donnant les références utiles à sa vérifiabilité et en les liant à la section « Notes et références ».

Spectre d'absorption d'un quasar : les absorbeurs de Lyman sont régulièrement décalés vers le rouge à cause de l'expansion de l'Univers, créant de cette façon une « forêt » de lignes.

En cosmologie, la forêt Lyman-α désigne l'ensemble des raies d'absorption dans les spectres des galaxies et quasars lointains, qui sont dues à l'absorption par le milieu intergalactique d'une partie de la lumière émise par ces objets. Les photons absorbés sont ceux qui permettent une transition entre différents états excités de l'hydrogène neutre (non ionisé), partant de son état fondamental, ce qui correspond en spectroscopie à ce que l'on appelle la série de Lyman. En pratique, c'est surtout la transition vers le premier état excité qui est observée, ce qui correspond à la raie Lyman-α. Par ailleurs, les structures observées dans les spectres révèlent une abondance très élevée de ces raies d'absorption, correspondant à des absorbeurs répartis à différentes distances sur la ligne de visée, d'où le terme de « forêt ».

## Classification
La profondeur d'une raie d'absorption dépend à la fois de la densité de la structure qui cause l'absorption et de sa taille. En pratique, seule une combinaison de ces deux quantités est effectivement observable par l'intermédiaire des raies d'absorption, la densité de colonne, dont l'unité est l'inverse d'une surface. Traditionnellement, on classifie les raies de la forêt Lyman-α en fonction de leur densité de colonne associée, notée  NHI :
- La forêt Lyman-α proprement dite, composée des systèmes à faible densité de colonne, NHI < 1017,2 cm-2
- Les systèmes Lyman limite, à densité de colonne intermédiaire, 1017,2 cm-2 < NHI < 1020,3 cm-2
- Les systèmes Lyman-α amortis, à forte densité de colonne, 1020,3 cm-2 < NHI

## Contexte général
Le modèle standard de la cosmologie indique que lors de ses premiers instants, l'univers était dense et chaud, et que la matière ordinaire (appelée dans ce contexte matière baryonique) y était complètement ionisée. Par la suite, l'univers s'est refroidi du fait de son expansion, et quand sa température a atteint environ 3000 degrés, les électrons libres se sont liés pour la première fois aux noyaux atomiques. Cette époque, appelée pour des raisons évidentes recombinaison, correspond à peu près à celle où la lumière a pu se propager librement dans l'univers, son cheminement étant au départ rendu difficile par la forte densité d'électrons libres, qui ont presque tous disparu à la suite de la recombinaison.
Dans l'hypothèse, a priori raisonnable, où la matière qui ne se condense pas en étoile n'est pas réionisée, il est possible de calculer l'opacité de cette matière non ionisée. Les calculs indiquent que cette matière absorbe très facilement les photons quand ceux-ci sont susceptibles de faire passer l'électron d'un atome d'hydrogène de son état fondamental vers un état excité. En pratique, il s'avère que la densité de matière non ionisée est très largement suffisante (d'un facteur supérieur à un million) pour rendre l'univers opaque à tout rayonnement situé dans la bande de la série de Lyman, correspondant aux transitions atomique entre l'état fondamental et un état excité de l'atome d'hydrogène. L'on s'attend ainsi que la lumière d'une longueur d'onde voisine mais inférieure à 1216 Å (correspondant à la transition entre l'état fondamental et le premier état excité de l'atome d'hydrogène) soit totalement absorbée, et ce d'autant plus que la source qui la produit est éloignée, puisque l'abondance de matière non ionisée doit croître avec la taille de la ligne de visée
L'observation des quasars, même les plus lointains, révèle que leur spectre ne possède pas la coupure attendue au-delà de 1216 Å, signe qu'il n'y a pas assez de matière neutre pour causer une telle absorption : la matière est ainsi presque complètement ionisée. Ce résultat, connu sous le nom d'effet Gunn-Peterson, indique qu'un processus physique a été à l'origine d'une nouvelle ionisation de la matière après la recombinaison. Cette réionisation fait l'objet de nombreuses recherches.
Cependant, l'observation des spectres de quasars indique que leur spectre présente une série très dense de raies d'absorption au-delà de 1216 Å, que l'on interprète comme étant due à une absorption causée par de petites structures qui n'ont pas été complètement réionisées. L'ensemble des structures observées dans ce spectre est de façon manifeste produite par une absorption par des photons de la série de Lyman, aussi la structure du spectre observé est-elle appelée forêt Lyman-α. Le fait que l'absorption se produise à des longueurs d'onde différentes résulte d'un effet de perspective : plus la zone qui cause l'absorption est proche du quasar, plus elle a reçu tôt la lumière de ce quasar, qui est de ce fait peu décalée vers le rouge du point de vue de cette zone d'absorption.

## Structure
L'absorption est optimale pour un atome qui voit le photon émis par une source astrophysique à la longueur d'onde de 1216 Å. En pratique, du fait de l'expansion de l'Univers, une source émettant un rayonnement à une longueur d'onde donnée λ sera vue à une époque postérieure à l'émission, et son rayonnement sera décalé vers le rouge, c'est-à-dire moins énergétique. Deux zones d'absorption situées à des distances différentes le long d'une même ligne de visée vont ainsi absorber différentes régions du spectre de la source.
Observationnellement, si la source possède un décalage vers le rouge de z, alors son émission Lyman-α sera vue à la longueur d'onde
{\displaystyle \lambda '=(1+z)1216\;{\rm {\mathrm {\AA} }}}.
Si un absorbeur est situé sur la ligne de visée, avec un décalage vers le rouge de z* (inférieur à z), alors le rayonnement à 1216 Å qu'il absorbe est désormais vu à la longueur d'onde 
{\displaystyle \lambda _{*}=(1+z_{*})1216\;{\rm {\mathrm {\AA} }}}.
Cette absorption est donc toujours vue à une longueur d'onde inférieure à celle de l'émission Lyman-α de la source, d'autant plus proche de la longueur d'onde apparente de l'émission Lyman-α de la source que l'absorbeur a un décalage vers le rouge proche de celui de la plus proche (c'est-à-dire que les deux objets sont physiquement proches).

## Intérêt scientifique
Les raies d'absorption de la forêt Lyman-α sont en général très nombreuses, mais peuvent néanmoins être individualisées. D'autre part, la profondeur de ces raies est directement reliée à la taille des zones causant l'absorption, par l'intermédiaire de la quantité directement mesurable, la densité de colonne. Ainsi, il est possible de faire des statistiques sur la répartition en masse et en décalage vers le rouge des absorbeurs.